# Oscar Levertin
Oscar Ivar Levertin (Norrköping, 1862. július 17. – Stockholm, 1906. szeptember 22.) svéd író, költő, irodalomtörténész, kritikus.

## Élete és munkássága
Antikvárius családjában született. Uppsala híres egyetemén szerzett doktorátust 1888-ban.  
1893-tól kezdve irodalmat és művészettörténetet tanított, 1899-től a stockholmi egyetemen az irodalomtörténet tanára volt.
Irodalmi működésének kezdetén, az 1880-as évek elején a naturalizmus vonzotta. 1889-ben azonban a újromantikus iskola híve lett és Verner von Heidenstammel közösen írt programadó esszéjében a naturalizmus ellen fordult (Pepitas bröllop [Pepita esküvője], 1890). A következő évben megjelent pesszimista hangulatú kötetében Legender och visor [Legendák és dalok] (1891) középkori fantasztikus alakokat rajzolt. Újabb verseskönyvében már kevésbé borús hang szólalt meg (Nya dikter [Új versek], 1894).
Későbbi prózai műveiben történelmi témákat dolgozott fel. Irodalomtörténeti, köztük drámatörténettel foglalkozó munkáinak jelentős szerep jutott a századforduló svéd irodalmi életében.

## Fő művei
- Småmynt. Skizzer (1883)
- Från Rivieran. Skizzer från (1883)
- Konflikter. Nya noveller (novellák, 1885)
- Legender och visor (1891)
- Nya dikter (versek, 1894)
- Diktare och drömmare  (1898)
- Rococo-noveller (novelláskötet, 1899)
- Magistrarne i Österås (regény, 1900)
- Dikter (versek, 1901)
- Svenska gestalter (1903)
- Selma Lagerlöf (1904)
- Kung Salomo och Morolf (1905).